# Rezidență

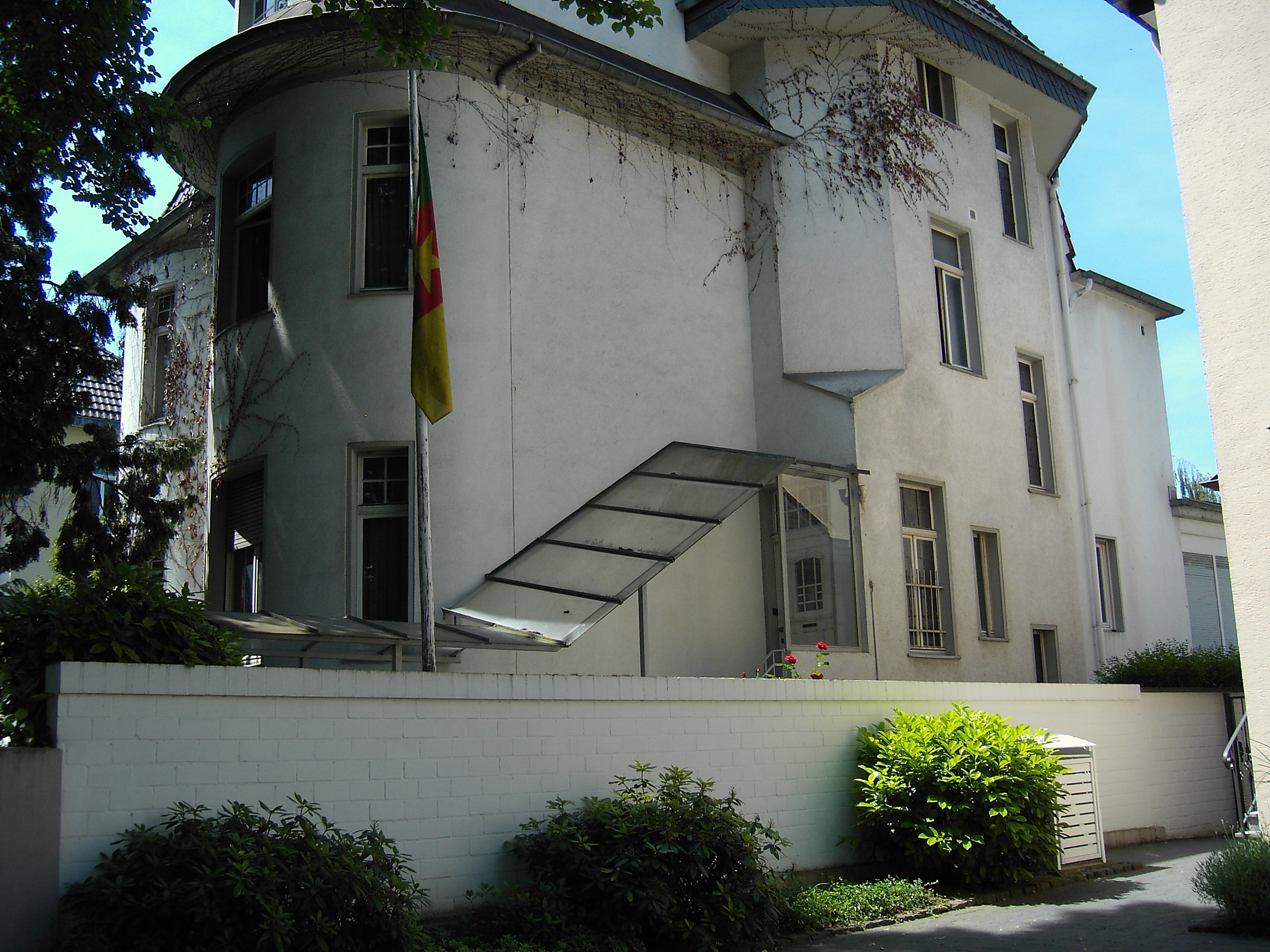
Rezidenţa Consulatului din Kamerun in Bonn-Bad Godesberg

Rezidență (lat. residentia / residere = a se așeza, stabili, locui) este locul unde are domiciliul stabil al unui prelat cu funcție înaltă, duce, prinț, monarh, sau reședința unui regim de conducere (parlament), consulat. Rezidența poate fi un castel, palat, pars pro toto oraș.